# Militær
Et militær (lat.: milis, soldat) er dannet for at besætte fremmed territorium eller for at forsvare eller kontrollere et territorium eller økonomiske ressourcer. 
En nations militærmagt kan spille en central indenrigspolitisk rolle i et millitærdiktatur. Enten ved at overtage magten ved et millitærkup, eller ved at bevare magten på regeringens hænder uden om et demokrati.
Alle verdens lande brugte i 2008 over 1,3 bio. USD på militære indkøb, viser tal fra SIPRI. I 2013 var det tal steget til 1,5 bio. USD.